# Гонзага ди Гуастала
Гонзàга ди Гуастàла (на английски: Gonzaga di Guastalla) е кадетски клон на династията Гонзага.

## История
Първият владетел на рода е граф Феранте I, пети син на Франческо II, маркграф на Мантуа. От двамата му братя най-големият Федерико става маркграф, след това първи херцог на Мантуа с името Федерико II и маркграф на Монферат; младият Ерколе е епископ на Мантуа и след това кардинал. Сред петте му сестри Елеонора се омъжва за херцога на Урбино Франческо Мария I Дела Ровере.
Този кадетски клон „Гонзага-Гуастала“ влиза в конфликт с клона „Гонзага-Невер“ през 1628 г. по повод Войната за Мантуанското наследство, чиито претенденти за наследството на Мантуа на Винченцо II са от една страна Феранте II от Гуастала и от друга – Карло I Гонзага-Невер.
Той е обогатен през 1703 г. с Херцогство Сабионета и Сеньория Боцоло (и анексираните княжества) след изчезването на клона Гонзага ди Сабионета е Боцоло.
Последният херцог от клона Гуастала е Джузепе Мария Гонзага (с деменция, той царува под опеката на своя министър Спилимберго и след това на съпругата си Елеонора фон Шлезвиг-Холщайн-Зондербург-Визенбург). Умира през 1746 г. без наследници.
След изчезването на този клон на семейство Гонзага неговите територии първоначално са придобити през 1747 г. от Мария Терезия от Австрия като императрица и херцогиня на Милано; по-късно са обединени с Херцогство Парма и Пиаченца, дадено на Филип I Бурбон съгласно Договора от Аахен през 1748 г.
Рангът на глава на Дом Гонзага преминава към клона Гонзага от Весковато, който е начело на малък имперски феод и който днес е единственият съществуващ клон на Гонзага.

## Графове на Гуастала
| управление  | изображение | име        | раждане и смърт |
| 1539 - 1557 |             | Феранте I  | (1507 - 1557)   |
| 1557 - 1575 |             | Чезаре I   | (1530 - 1575)   |
| 1575 - 1621 |             | Феранте II | (1563 - 1630)   |

## Херцози на Гуастала
| управление  | изображение | име                            | раждане и смърт |
| 1621 - 1630 |             | Феранте II                     | (1563 - 1630)   |
| 1630 - 1632 |             | Чезаре II                      | (1592 - 1632)   |
| 1632 - 1678 |             | Феранте III                    | (1618 - 1678)   |
| 1678 - 1699 |             | Фердинандо Карло Гонзага-Невер | (1652 - 1708)   |
| 1699 - 1714 |             | Винченцо                       | (1634 - 1714)   |
| 1714 - 1729 |             | Антонио Феранте                | (1687 - 1729)   |
| 1729 - 1746 |             | Джузепе Мария                  | (1690 - 1746)   |

През 1746 г., с изчезването на линията, херцогството е анексирано от Херцогство Парма и Пиаченца.

## Князе наМолфета
Феранте I Гонзага става княз на Молфета, като се жени за Изабела ди Капуа през 1529 г., която носи Княжество Молфета като своя зестра.
| управление  | изображение | име         | раждане и смърт |
| 1529 - 1557 |             | Феранте I   | (1507 - 1557 )  |
| 1557 - 1575 |             | Чезаре I    | (1530 - 1575)   |
| 1575 - 1630 |             | Феранте II  | (1563 - 1630)   |
| 1630 - 1632 |             | Чезаре II   | (1592 - 1632)   |
| 1632 - 1640 |             | Феранте III | (1618 - 1678)   |

Феранте III Гонзага продава Княжество Молфета на семейство Дория от Генуа през 1640 г.

### Други
- (EN) Genealogia dei Gonzaga di Guastalla, на genealogy.euweb.cz. Посетено на 20 септември 2023 г.
- Nelle terre dei Gonzaga, на it.wikivoyage.org. Посетено на 20 септември 2023 г.